# Mohammad Beheshtí
Seyyed Mohammad Hoseiní Beheshtí (Persa: سید محمد بهشتی, 24 de octubre de 1928-28 de junio de 1981), conocido como Mohammad Beheshtí, fue un político y alfaquí iraní. Fue el segundo presidente del Tribunal Supremo tras la revolución islámica de 1979, secretario general del Partido de la República Islámica, y vicepresidente del Consejo de Expertos de la Constitución. A veces se le nombra como el teórico de la figura del Velâyat-e Faqih. Fue una de las personas allegadas al Ruhollah Jomeini y uno de los que abogaban por la institución de un estado musulmán en Irán, por lo cual tuvo un papel sumamente importante en el establecimiento de la República Islámica de Irán.

## Vida y estudios
Paralelamente a sus estudios en la Universidad de Teherán, Beheshtí estudiaba también en Qom bajo la tutela de Allameh Tabatabai. Entre 1965 y 1970 regentó el Centro Islámico de Hamburgo, lugar donde en realidad se había convertido en el líder espiritual de los iraníes residentes en Alemania. En el citado centro también colaboró con Seyyed Mohammad Jatamí, sobre el que ejerció su influencia. En 1960 inició sus actividades políticas contra el régimen monárquico de los Pahlaví, por lo que fue detenido por la SAVAK en varias ocasiones.

## Actividad profesional
Durante la revolución islámica de Irán, Beheshtí fue uno de los principales miembros del Consejo de la Revolución, y, más tarde, su presidente. Beheshtí desempeñó un papel acusado en la teoría del Velayat-e Faqih (el gobierno del jurisconsulto) en tanto que eje central de la estructura de la nueva Constitución de Irán. Beheshtí fue asimismo presidente del Tribunal Supremo y del Poder Judicial, y fundó el Partido de la República Islámica. Beheshtí tuvo también intención de presentarse candidato a las elecciones para la presidencia del gobierno, de lo cual desistió tras saber que el ayatolá Jomeini no deseaba un clérigo al frente del gobierno.

## Muerte en atentado
Beheshti cayó asesinado en un atentado con bomba en la sede del partido de la República Islámica el 28 de julio de 1981. Al producirse el atentado se anunció que había sido perpetrado por el Tudeh, pero al final se descubrió que fueron los Mujahedin del Pueblo los autores. Además de Beheshti, en el atentado cayeron asesinados clérigos, ministros y otras autoridades. Cada año se organizan actos en memoria de los caídos en este atentado.

## Obras
- Lo que se debe y lo que no se debe (Bâyad hâ nabâyad hâ)
- La Unicidad de Dios en el Corán (Al-Towhid fi-l-Qorân)
- La esperanza en Dios desde la perspectiva del Corán (Tavakkol az didgâh-e-Qorân)
- El himno de la adoración al Dios Único (Sorud-e Yektâ parastí)
- La importancia del método de cooperación (Ahamiyat-e Shivê-ye-ta’ovon)
- ¿Qué sabemos del partido? (Az hezb chê midânim)